# 泉南市立信達小学校
泉南市立信達小学校（せんなんしりつ しんだちしょうがっこう）は、大阪府泉南市にある公立小学校。
第二阪和国道を越えた西側には市役所と泉南市立泉南中学校がある。

## 沿革
- 1948年 - 信達町新家村組合立信達中学校が、校内に併設される（1949年まで）。
- 1956年9月30日 - 泉南郡信達町の町村合併に伴い、泉南町立信達小学校に改称。
- 1970年7月1日 - 泉南町の市制施行に伴い、泉南市立信達小学校に改称。

## 交通
- 西日本旅客鉄道（JR西日本）阪和線 和泉砂川駅から西へ700m